# Oum Chheang Sun
Oum Chheang Sun (tiếng Khmer: អ៊ុំ ឈាងស៊ុន; 1 tháng 6 năm 1900 – 1963) là chính khách Campuchia. Ông từng có một thời gian ngắn giữ chức Thủ tướng Campuchia từ tháng 3 đến tháng 10 năm 1951, và một lần nữa từ tháng 1 đến tháng 2 năm 1956.